# Springfield (ancienne circonscription fédérale)
Pour les articles homonymes, voir Springfield.
Springfield fut une circonscription électorale fédérale du Manitoba, représentée de 1917 à 1968.
La circonscription de Springfield a été créée en 1914 d'une partie de Selkirk. Abolie en 1966, elle fut redistribuée parmi Churchill, Portage, Provencher, Selkirk et Winnipeg-Nord.

## Députés
1. 1917-1921 — Robert Lorne Richardson, CON
2. 1921-1925 — Robert Alexander Hoey, PPC
3. 1925-1926 — Thomas Hay, CON
4. 1926-1930 — Edgar Douglas Richmond Bissett, Libéral-progressiste
5. 1930-1935 — Thomas Hay, CON (2)
6. 1935-1945 — John Mouat Turner, PLC
7. 1945-1953 — John Sylvester Sinnott, PLC
8. 1953-1957 — Anton Bernard Weselak, PLC
9. 1957-1958 — Jake Schulz, CCF
10. 1958-1958 — Val Yacula, PC
11. 1958-1965 — Joe Slogan, PC
12. 1965-1968 — Ed Schreyer, NPD

- CCF = Co-Operative Commonwealth Federation
- CON = Parti conservateur du Canada (ancien)
- PC = Parti progressiste-conservateur
- PLC = Parti libéral du Canada
- PPC = Parti progressiste du Canada